# Prästgårdsängen (naturreservat)
Prästgårdsängen i By är ett kommunalt naturreservat i Avesta kommun i Dalarnas län.
Området är naturskyddat sedan 1979 och är 12 hektar stort. Reservatet består av en äng av typen ängshaverot-torräng.